# Historia powszechna średniowiecza
Historia powszechna średniowiecza – podręcznik dla nauczycieli, pełniący także funkcję podręcznika akademickiego do historii powszechnej średniowiecza, autorstwa prof. dr. hab. Benedykta Zientary.
Pierwsze wydanie tej książki ukazało się w 1968 r. Wówczas B. Zientara był doc. dr. hab.
Andrzej Jureczko pisał na temat tej książki: „w zasadzie była przeznaczona dla nauczycieli poszukujących możliwości poszerzania swych wiadomości. W rezultacie ten podręcznik jest kompendium wiedzy o charakterze encyklopedycznym, nie pozbawionym myśli syntetycznej ukazującej proces dziejowy. Zaopatrzono go też w wykazy panujących, tablice genealogiczne i wskazówki bibliograficzne. Historia powszechna  średniowiecza była pierwsza tego typu ujęciem, które wychodziło w swej problematyce poza Europę, zajmując się także cywilizacjami azjatyckimi, tak egzotycznymi jak Tybet, Indochiny czy Indonezja, do których nasze pojęcie i periodyzacja średniowiecza nie przystaje. Ostatecznie okazało się, że pomyślana jako pomoc dla nauczycieli synteza średniowiecza Benedykta Zientary stała się powszechnie stosowanym podręcznikiem akademickim dla wszystkich studiujących historię tego okresu”.
Pierwsze dwa wydania ukazały się pod auspicjami Państwowych Zakładów Wydawnictw Szkolnych, pozostałe wydane zostały przez Wydawnictwo TRIO.
Ze względu na przedwczesną śmierć B. Zientary, w dniu 11 maja 1983 r., wydania po 1973 r. nie są zmieniane.

## Wydania
1 – 1968 (651 s.); 2 – 1973 (654 s.); 3 (uzup.) – 1994 (614 s.); 4 (popr.) – 1994; 5 – 1996; 6 – 1998; 7 – 2000; 8 – 2002; 9 – 2006; 10 – 2008; 11 – 2015;